# Dachauer Moos
Il Dachauer Moos è un'area geografica naturale anticamente paludosa posta nella zona a nord di Monaco di Baviera, in particolare attorno alle città di Dachau e Karlsfeld.

## Storia

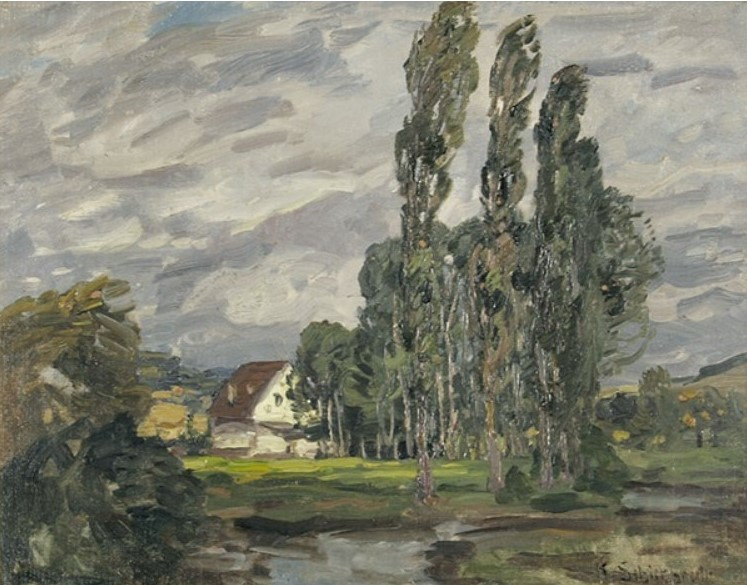
Karl Schickhardt, Paesaggio nel Dachauer Moos, prima metà del XX secolo

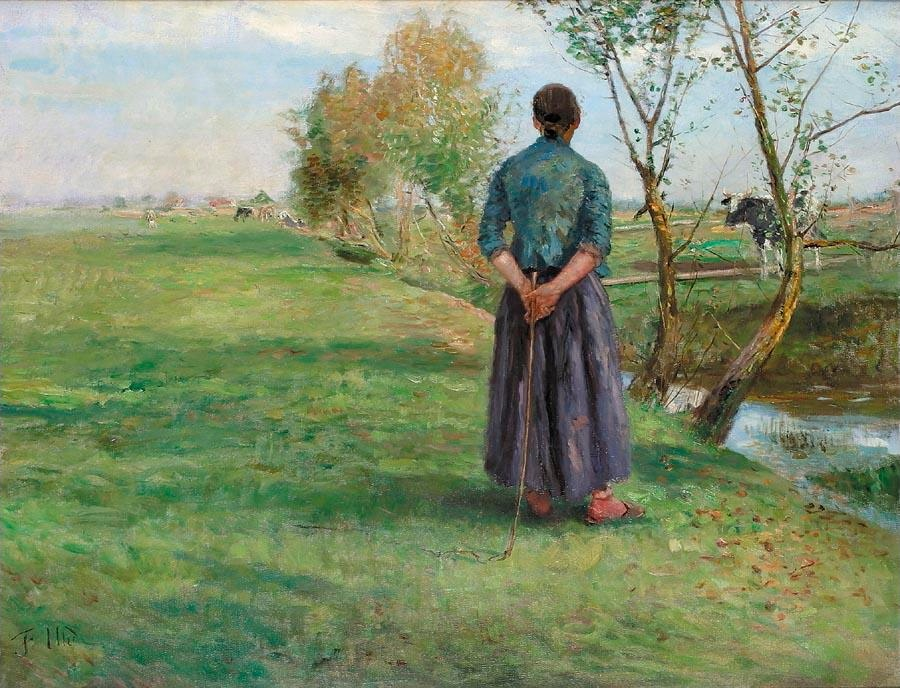
Fritz von Uhde, La pastorella nel Dachauer Moos, 1890

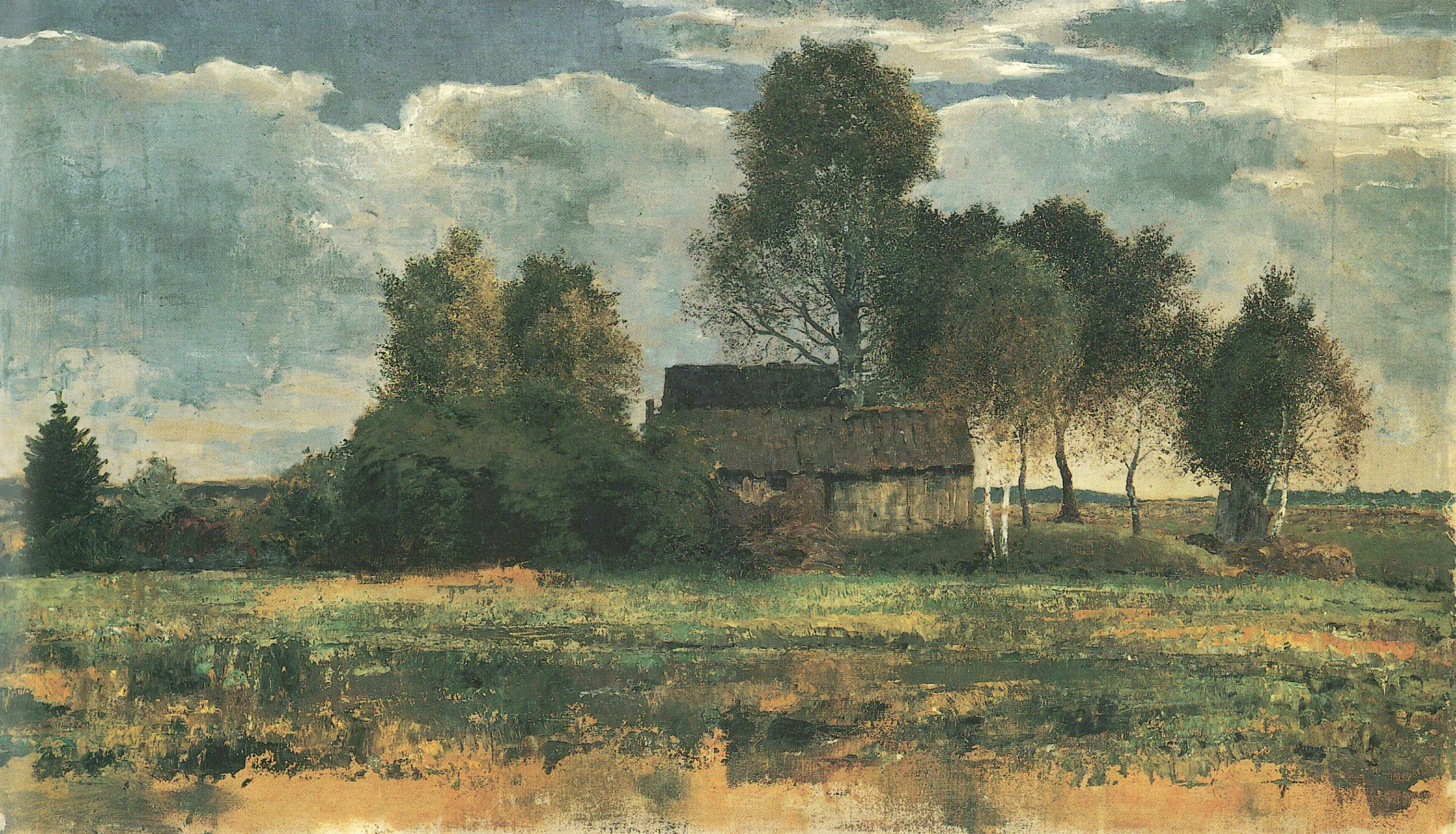
Franz Marc, Capanne d'ormeggio nel muschio di Dachau, 1902

L'antica area un tempo paludosa è stata quasi tutta prosciugata e la presenza di torba nera nei terreni lo testimonia e quando si cominciò ad utilizzare questo particolare tipo di deposito a livello commerciale crebbe anche l'interesse economico per tale ampia distesa. Con la costruzione del campo di regata olimpica di canottaggio nel 1971 per i giochi della XX Olimpiade il livello delle acque sotterranee si abbassò a tal punto da rendere possibile anche l'agricoltura, con l'altra conseguenza però della diminuzione delle specie animali e vegetali legate all'ecosistema. Dal 2013 è stato lanciato il progetto intercomunale a tutela della biodiversità denominato "Nuova vita nel Dachauer Moos" (in tedesco Neues Leben im Dachauer Moos) al quale prendono parte le città di Monaco e Dachau con i loro distretti, il comune di Karlsfeld e varie associazioni. Nell'area sono frequenti le visite di rappresentanti politici locali e regionali.

## Descrizione
L'area si trova in Baviera e consiste in torbiere e zone un tempo paludose raggruppate in due grandi zone, quella occidentale e quella orientale. Alla prima appartengono territori di Karlsfeld, Gröbenzell, Neuhimmelreich, Bergkirchen, Geiselbullach, Bergkirchen-Lus Überacker e alla seconda la riserva naturale Schwarzhölzl, Dachau e Hackermoos. Amministrativamente appartiene al circondario di Dachau. In Baviera le paludi vengono a volte definite muschio e quest'area in particolare era molto ricca in passato di specie vegetali ed animali che dipendono dall'ambiente umido. A partire dagli anni settanta del XX secolo e col progressivo prosciugamento sono scomparse orchidee, genziane e prati di muschio; con loro anche i gufi di palude, i beccaccini, i fagiani e molte altre specie. Dal secondo decennio del XXI secolo il territorio è sempre più difeso e alcune sue parti sono diventate aree protette. Dato il suo interesse è meta turistica in espansione.

## Il Dachauer Moos nell'arte
La colonia di artisti che è stata presente a Dachau e altri pittori venuti da zone diverse hanno prodotto molte opere paesaggistiche avendo come modello il Dachauer Moos, tra questi Karl Schickhardt, Fritz von Uhde, Adolf Hölzel, Georg Jauss, Anna Klein, Paul Baum, Franz Frankl, Franz Marc e numerosi altri. Il museo più importante che raccoglie queste opere è la Pinacoteca di Dachau.